# Adolf Pahl
Adolf Pahl (* 31. Januar 1925 in Schweinfurt; † 27. März 2009) war ein deutscher Museumsleiter und Lokalhistoriker, der zur Geschichte der Stadt Schweinfurt arbeitete.
Adolf Pahl kam als Sohn des Schweinfurter Oberbauinspektors und Stadtarchivars Joseph Pahl (1883–1963) zur Welt. 1955 wurde er an der Universität Würzburg promoviert und wurde im gleichen Jahr durch Oberbürgermeister Ignaz Schön mit der nebenamtlichen Betreuung des Stadtgeschichtlichen Museums der Stadt Schweinfurt betraut. 1964 wurde die Leitung der Städtischen Sammlungen in eine Planstelle umgewandelt. Zusätzlich übernahm er die Leitung der Volkshochschule. 1980 wurden die Städtischen Sammlungen unter seiner Leitung eigenständige kulturelle Einrichtung. Im Jahr 1989 erhielt er das Verdienstkreuz 1. Klasse der Bundesrepublik Deutschland. Am 31. Januar 1990 ging er in Pension.

## Veröffentlichungen (Auswahl)
- Vorgeschichte des Kreises Schweinfurt. Dissertation Universität Würzburg 1955.
- Städtische Sammlungen Schweinfurt, Heimatgeschichtliche Abteilung im Alten Gymnasium am Martin-Luther-Platz. Schnell und Steiner, München 1982.
- Gegenstände der Feuererzeugung und Beleuchtung. Führer durch die kulturgeschichtliche Abteilung der Städtischen Sammlungen. Städtische Sammlung, Schweinfurt 1989, ISBN 978-3-927083-10-3.